# Build Me Up from Bones
Build Me Up From Bones è il terzo album in studio della cantautrice folk e bluegrass statunitense Sarah Jarosz, pubblicato il 24 settembre 2013 su Sugar Hill Records. È stato registrato e mixato ai Minutia Studios di Nashville, Tennessee, da Gary Paczosa. Questa è la terza collaborazione in studio tra Jarosz e Paczosa. Build Me Up from Bones è stato nominato per il miglior album folk alla 56ª edizione dei Grammy Awards, e la sua title track è stata nominata per la migliore canzone di radici americane.

## Tracce
1. Over the Edge – 3:18 (Jarosz, Jedd Hughes)
2. Fuel the Fire – 3:34 (Jarosz)
3. Mile on the Moon – 3:49 (Jarosz, Jedd Hughes)
4. Build Me Up From Bones – 3:36 (Jarosz)
5. Dark Road – 3:31 (Jarosz)
6. Simple Twist of Fate – 4:54 (Bob Dylan)
7. 1,000 Things – 3:27 (Jarosz, Darrell Scott)
8. Gone Too Soon – 3:35 (Jarosz, Alyssa Bonagura)
9. Anything Else – 4:55 (Jarosz)
10. The Book of Right-On – 5:38 (Joanna Newsom)
11. Rearrange the Art – 3:50 (Jarosz)